# Sciurotamias
Sciurotamias là một chi động vật có vú trong họ Sóc, bộ Gặm nhấm. Chi này được Miller miêu tả năm 1901. Loài điển hình của chi này là Sciurus davidianus Milne-Edwards, 1867.

## Các loài
Chi này gồm các loài:
- Sóc đá Père David hay sóc đá Trung Hoa (Sciurotamias davidianus)
- Sóc đá Forrest hay sóc đá vằn bên (Sciurotamias forresti)